# Bärbel Schäfer

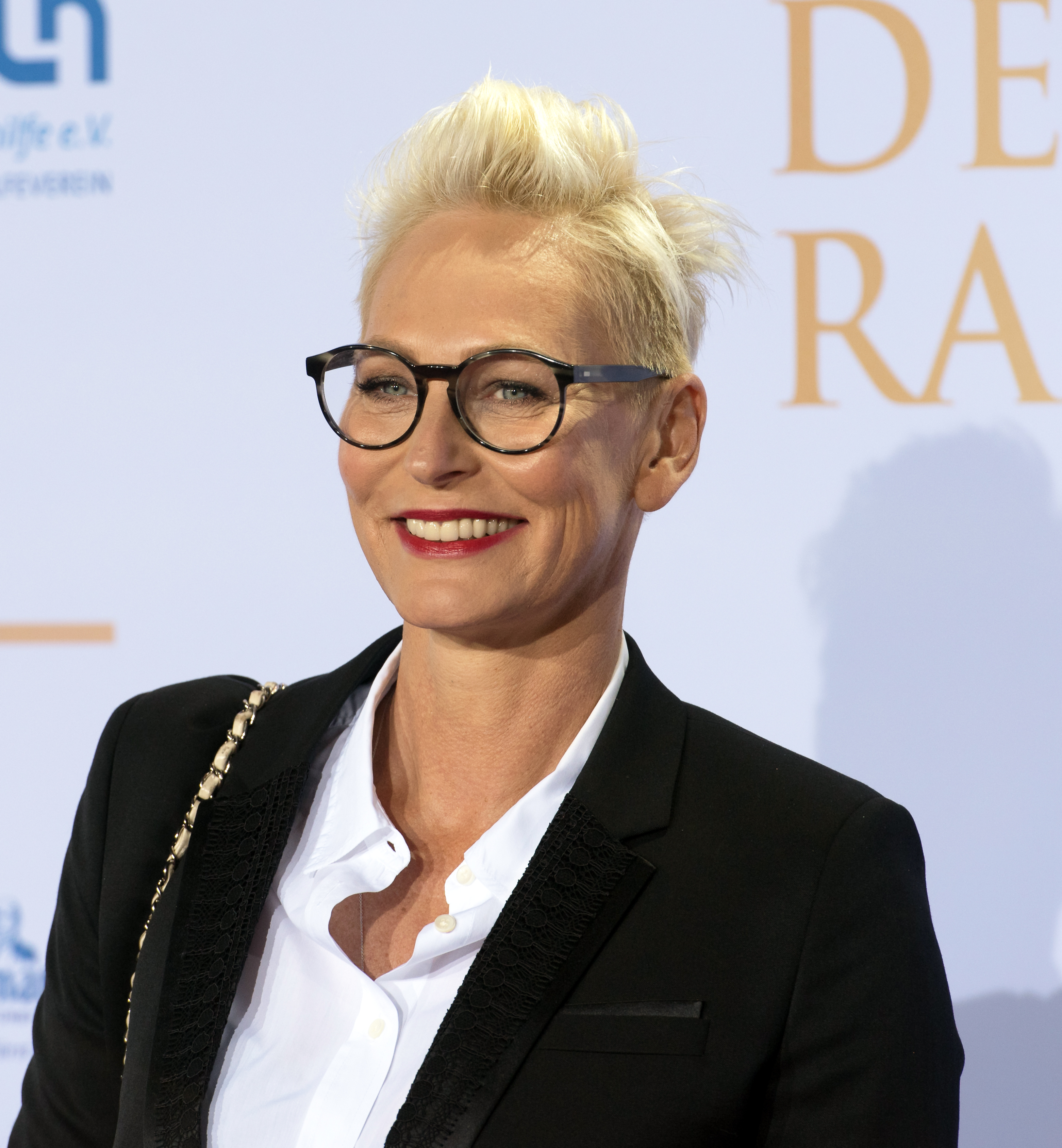
Bärbel Schäfer (2016)

Bärbel Schäfer (* 16. Dezember 1963 in Bremen) ist eine deutsche Fernsehmoderatorin und -produzentin.

## Leben

### Ausbildung
Von 1980 bis 1981 besuchte Schäfer eine High School in den USA und erhielt ein Tennis-Stipendium. Außerdem moderierte sie die Talkshow Guests In Our Town. Nach dem Abitur 1984 am Gymnasium an der Parsevalstraße in Bremen absolvierte Bärbel Schäfer von 1985 bis 1988 eine Ausbildung zur Hotelkauffrau in Köln im Hotel Europa. Von 1988 bis 1992 studierte sie Theater-, Film- und Fernsehwissenschaft, Germanistik und Kunstgeschichte. Anfang der 1990er Jahre absolvierte sie ein Praktikum beim WDR.

### Beruf

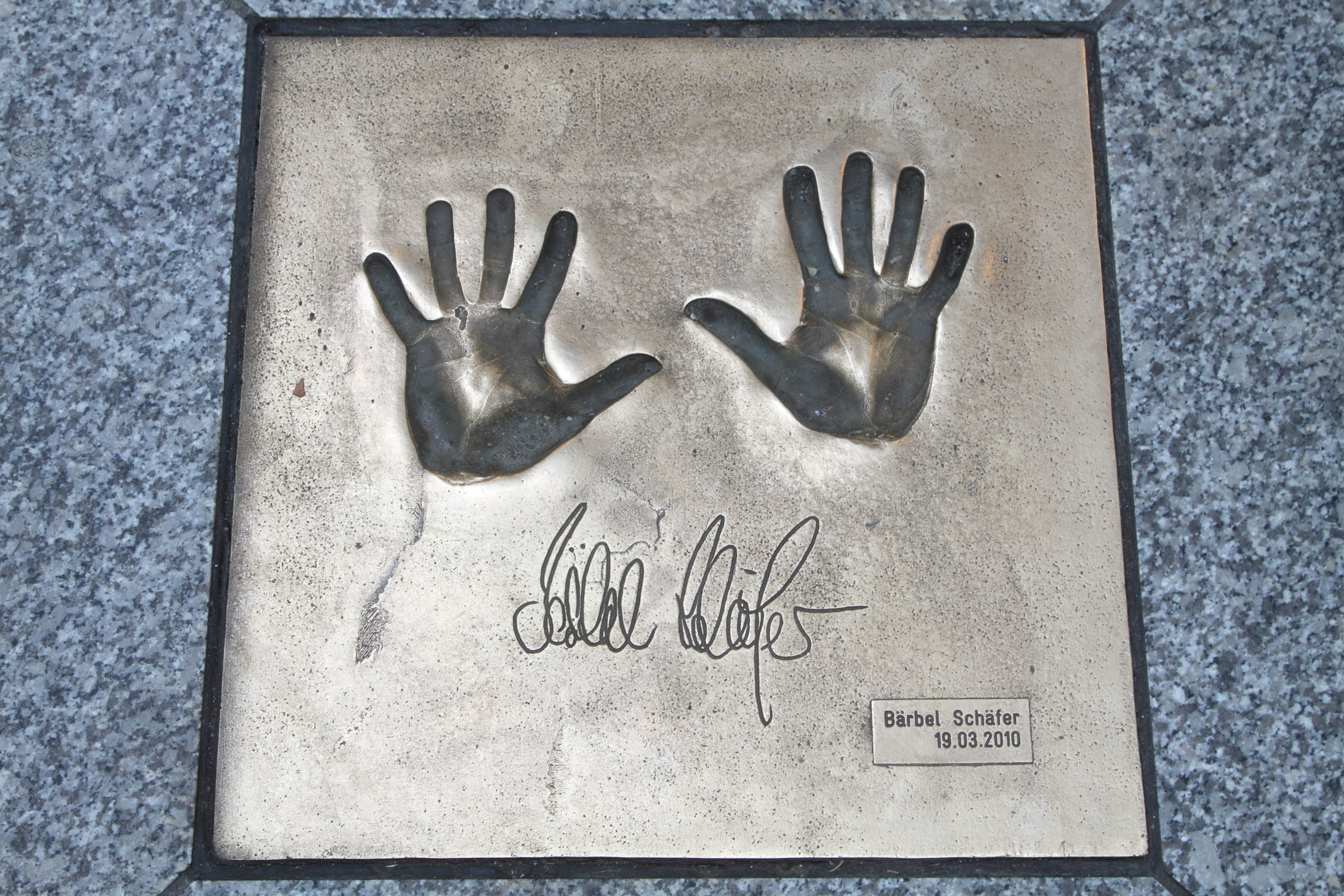
Abdruck von Schäfers Händen in der Mall of Fame

Nach ihrem Praktikum beim WDR blieb Schäfer beim Sender und führte dort durch verschiedene Sendungen, u. a. Hollymünd, Sixteen und U 30. 1995 erhielt sie beim Privatsender RTL ihre tägliche Talkshow Bärbel Schäfer, die sie bis 2002 1.500-mal moderierte. Am 15. Januar 2000 führte sie erstmals durch die RTL-Show Ihr seid wohl wahnsinnig zusammen mit Kalle Pohl. Dabei mussten sowohl die Kandidaten als auch die Moderatoren Mutproben bestehen. Sie stürzte zum Beispiel in einem Auto 25 Meter in die Tiefe. In der Show am 17. September 2000 legte sie sich zwischen zwei Eisenbahnschienen und ließ sich von einem Güterzug überrollen. Da die Gefahr der Nachahmung als zu groß eingeschätzt wurde, wurde die Sendung eingestellt – auch auf Betreiben der Landesmedienanstalt.
1998 gründete sie mit ihrem Bruder Martin Schäfer (1966 – 2013) die eigene Produktionsfirma Couch Potatoes. Die zuvor von Hans Meisers Firma creatv produzierte Sendung Bärbel Schäfer wurde danach von Couch Potatoes hergestellt.
Ab dem 26. Juli 2003 moderierte sie Ein roter Teppich für... auf dem WDR. Von 2003 bis 2004 führte sie in der ARD durch die Sendung Wellness TV. Im September 2006 moderierte sie bei RTL II die Ratgebersendung Ich will zurück ins Leben!. Am 16. Januar 2007 übernahm sie das Talkshow-Format Talk ohne Show von Arabella Kiesbauer auf N24. Im Jahr 2008 wurde die Sendung wegen Differenzen zwischen dem Produzenten und N24 nicht fortgesetzt.
Ab Dezember 2007 moderierte sie das Format Autorengespräche – Unterwegs in deutschen Schreibstuben beim Literatursender Lettra. Bärbel Schäfer war häufig in der Fernsehsendung Dings vom Dach zu Gast, die im hr-fernsehen ausgestrahlt wurde. Seit Januar 2009 hat Schäfer ein eigenes Talk-Format bei dem öffentlich-rechtlichen Radiosender hr3. Es wird jede Woche sonntags zwischen 10 und 12 Uhr live ausgestrahlt. 2024 übernahm sie die Moderation der Neuauflage von Notruf bei Sat. 1 und Joyn.

### Privates
1998 starb Schäfers damaliger Lebensgefährte, der Fotograf Kay-Uwe Degenhardt, bei einem Unfall auf der Autobahn. 2004 heiratete Schäfer Michel Friedman in Eschborn. Danach konvertierte sie zum Judentum und schloss die Ehe nach jüdischem Ritus in der Park East Synagogue an der Upper East Side von Manhattan. Das Paar hat zwei Söhne. Seit 2001 engagiert Schäfer sich karitativ bei UNICEF, seit 2004 auch für Trauerland – Zentrum für trauernde Kinder und Jugendliche e. V. in Bremen.
Am 15. Oktober 2013 verunglückte ihr 46-jähriger Bruder Martin auf der A 9 bei Pegnitz tödlich, nachdem er bei regennasser Fahrbahn ins Schleudern geraten war.

## Auszeichnungen
- 1996: Goldene Kamera für die Talkshow Bärbel Schäfer

## Buchveröffentlichungen
- Wer, wenn nicht er? Roman (mit Susanne Luerweg). Diana, München 2005; Heyne, München 2008, ISBN 978-3-453-72202-6.
- Ich wollte mein Leben zurück. Menschen erzählen von ihren Erfahrungen mit Krebs (mit Monika Schuck). Rütten & Loening, Berlin 2006, ISBN 3-352-00658-X.
- Schaumküsse (mit Susanne Luerweg). Diana, München 2007; als Taschenbuch 2009, ISBN 978-3-453-35289-6.
- Die besten Jahre. Frauen erzählen vom Älterwerden (mit Monika Schuck). Kiepenheuer, Berlin 2007, ISBN 978-3-378-01091-8.
- Das Glücksgeheimnis. Paare erzählen vom Gelingen ihrer Liebe (mit Monika Schuck). Kiepenheuer, Berlin 2009, ISBN 978-3-378-01102-1.
- Zen im Gurkenbeet. Roman (mit Achim Winter). Weissbooks.w, Frankfurt am Main 2012, ISBN 978-3-940888-12-9.
- Ist da oben jemand? Weil das Leben kein Spaziergang ist. Gütersloher Verlagshaus, Gütersloh 2016, ISBN 978-3-579-08637-8.
- Meine Nachmittage mit Eva – Über Leben nach Auschwitz. (mit Eva Szepesi). Gütersloher Verlagshaus, Gütersloh 2017, ISBN 978-3-579-08685-9.
- Avas Geheimnis: Meine Begegnung mit der Einsamkeit. Kösel-Verlag, München 2022, ISBN 978-3-466-37286-7.